# Euphorbia celastroides
Euphorbia celastroides är en törelväxtart som beskrevs av Pierre Edmond Boissier. Euphorbia celastroides ingår i släktet törlar, och familjen törelväxter.
Artens utbredningsområde är Hawaii. Inga underarter finns listade i Catalogue of Life.

## Bildgalleri

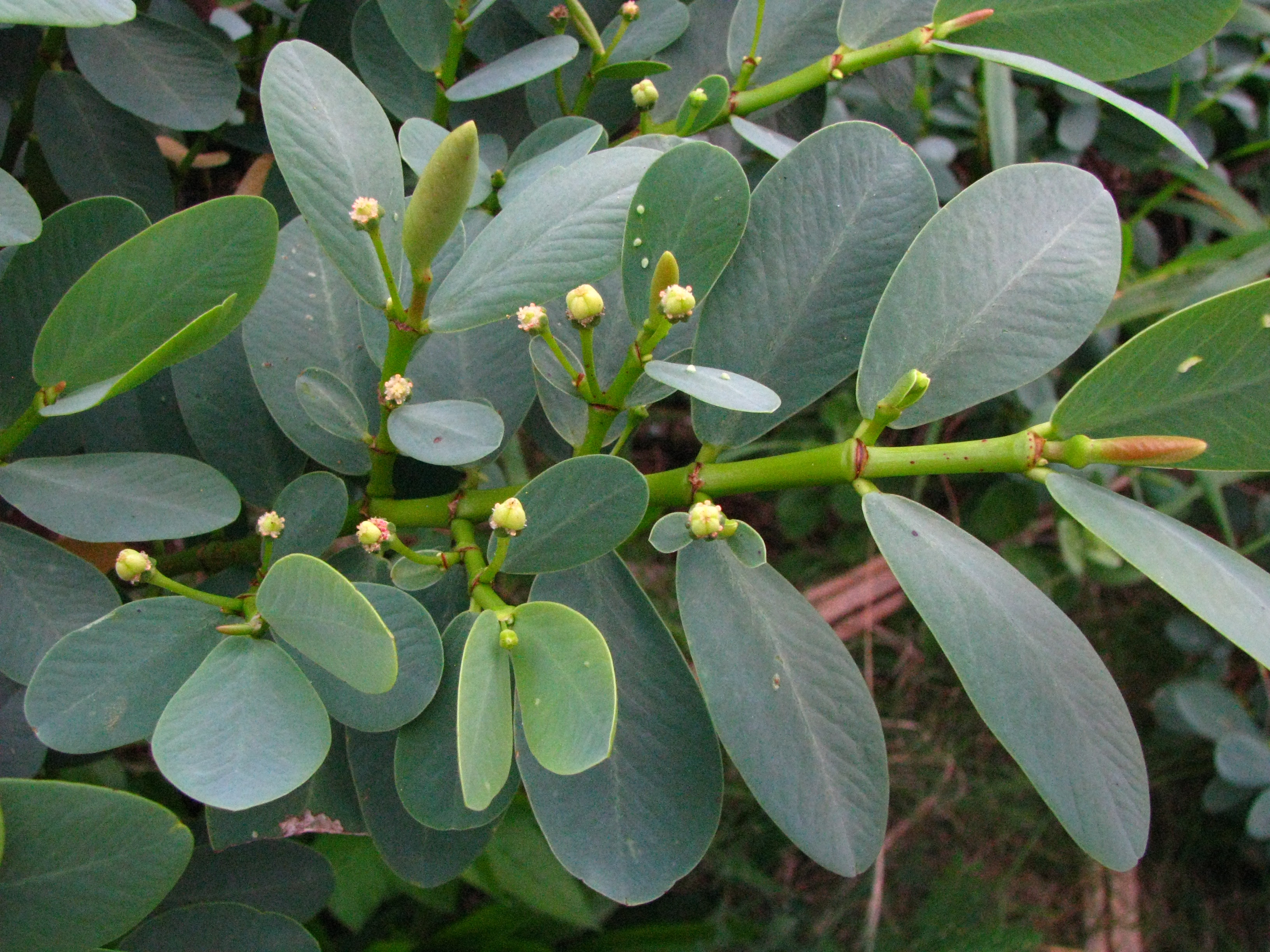
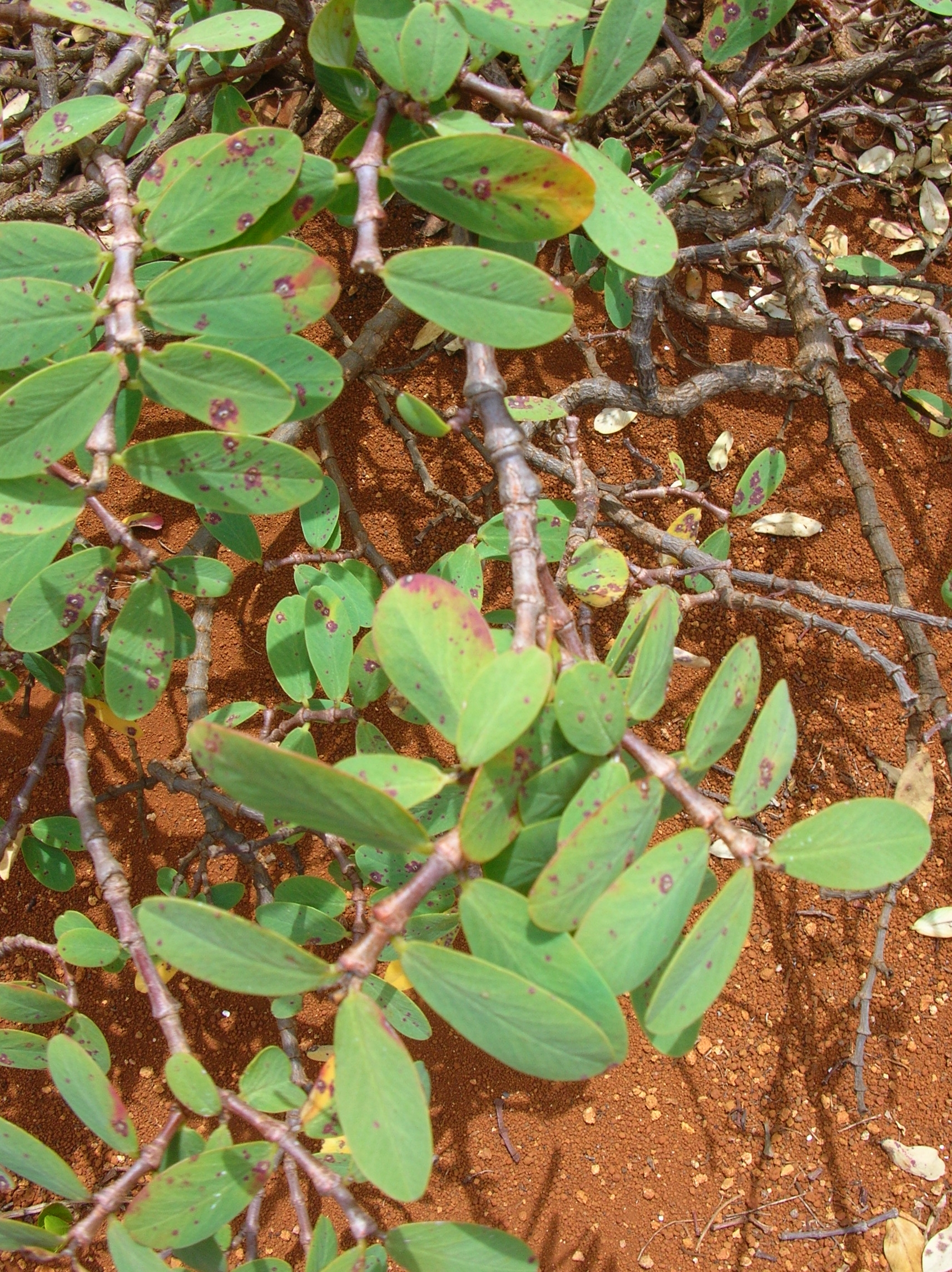
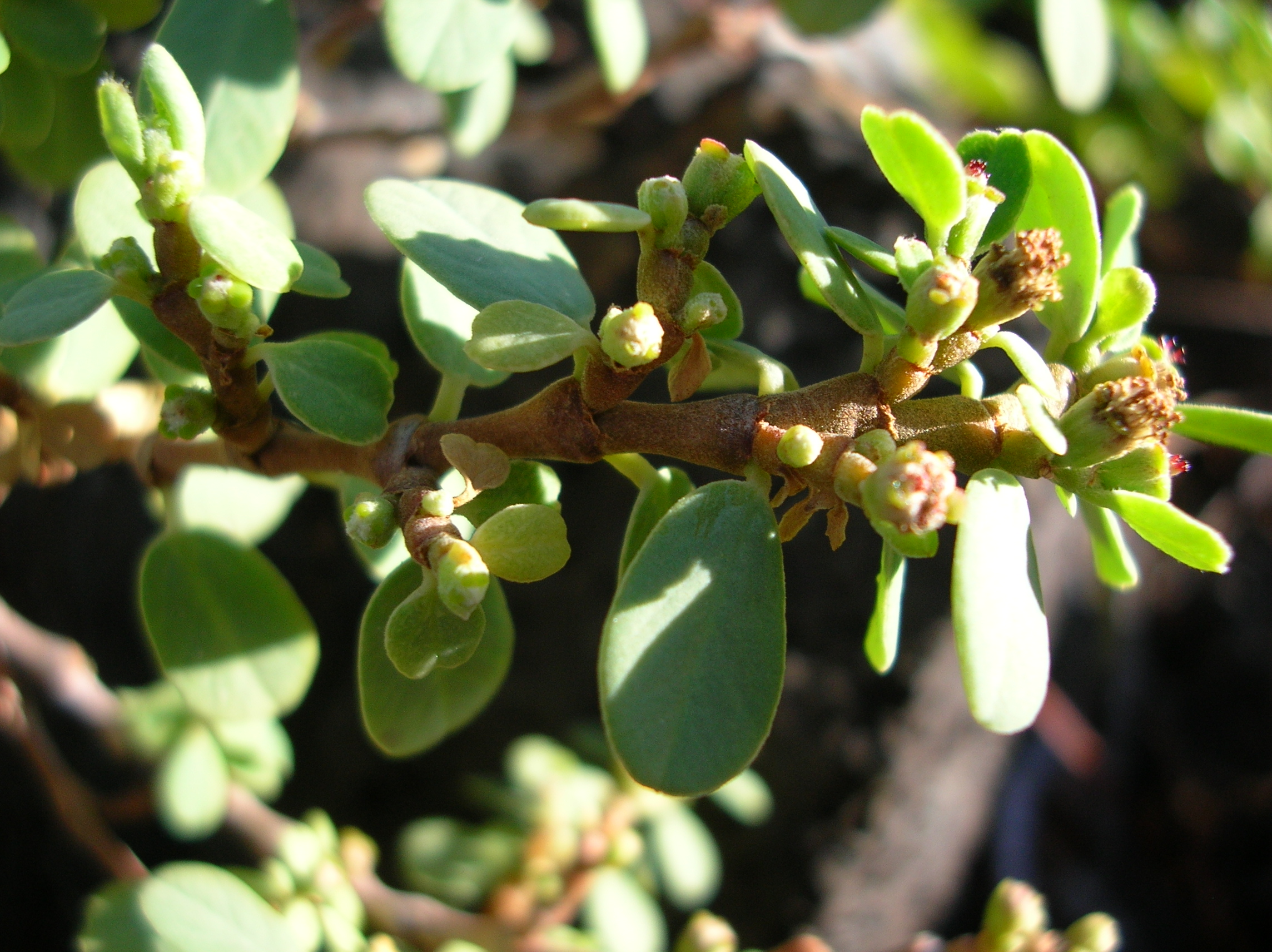